# Rio Bonito do Iguaçu
Pour les articles homonymes, voir Rio Bonito.
Rio Bonito do Iguaçu est une municipalité de l'État du Paraná. La commune a une superficie de 746,12 km2 et se trouve à 447 kilomètres de la capitale Curitiba.

## Étymologie
Le mot Rio Bonito veut dire beau fleuve et Iguaçu en Tupi veut dire grande eau: y (eau) et gûasu (grande) .

## Maires
| Période | Période | Identité             | Étiquette | Qualité |
| ------- | ------- | -------------------- | --------- | ------- |
| 2013    | 2016    | Irio Onélio de Rosso | PMDB      |         |